# I liga polska w hokeju na lodzie (1991/1992)
37. sezon I ligi polskiej w hokeju na lodzie rozegrany został na przełomie 1991 i 1992 roku. Był to 56 sezon rozgrywek o Mistrzostwo Polski w hokeju na lodzie. Mistrzem Polski został zespół Unii Oświęcim. Był to pierwszy tytuł mistrzowski w historii klubu. 

## Formuła rozgrywek
W sezonie zasadniczym uczestniczyło 10 drużyn, które według planu miały rozegrać ze sobą po dwa mecze. Potem zespoły zostały podzielono na dwie grupy: Mistrzowską (6 drużyn) i Spadkową (4 drużyny). W grupie Mistrzowskiej zespoły grały ze sobą po dwa mecze, a w grupie Spadkowej po dwa mecze. W fazie play-off drużyny grały między sobą do dwóch zwycięstw w każdej parze.

## Sezon zasadniczy
Drużyna Zagłębia Sosnowiec wycofała się z rozgrywek po zakończeniu sezonu zasadniczego. W tej sprawie podjął decyzję Wydział Gier i Dyscypliny PZHL, który postanowił, że wszystkie mecze rozegrane przez Zagłębie Sosnowiec w obu rundach sezonu zasadniczego zostały zweryfikowane jako walkowery na korzyść rywali, którym przyznano po 2 pkt. i bilans bramkowy 5:0, zaś wobec Grupy Spadkowej drużyn z miejsc 7-10 (w której miało grać Zagłębie) utrzymano zaplanowany terminarz, zaś każdorazowo w kolejce rywal drużyny z Sosnowca miał pauzować; zdecydowano również, że w sezonie 1991/1992 nie będzie degradacji, a w miejsce Zagłębia Sosnowiec do sezonu 1992/1993 przystąpi zwycięzca rywalizacji w II lidze edycji 1991/1992.

### Tabela
| Lp. | Zespół              | M  | Pkt | W  | R | P  | G+  | G−  | +/−  |
| --- | ------------------- | -- | --- | -- | - | -- | --- | --- | ---- |
| 1   | Polonia Bytom       | 18 | 30  | 15 | 0 | 3  | 95  | 38  | +57  |
| 2   | Unia Oświęcim       | 18 | 29  | 14 | 1 | 3  | 110 | 55  | +55  |
| 3   | Podhale Nowy Targ   | 18 | 28  | 14 | 0 | 4  | 108 | 32  | +76  |
| 4   | Naprzód Janów       | 18 | 24  | 12 | 0 | 6  | 91  | 60  | +31  |
| 5   | Towimor Toruń       | 18 | 19  | 9  | 1 | 8  | 83  | 74  | +9   |
| 6   | GKS Tychy           | 18 | 17  | 8  | 1 | 9  | 85  | 79  | +6   |
| 7   | GKS Katowice        | 18 | 16  | 7  | 2 | 9  | 95  | 95  | 0    |
| 8   | Cracovia            | 18 | 10  | 4  | 2 | 12 | 50  | 90  | -40  |
| 9   | Zofiówka Jastrzębie | 18 | 7   | 3  | 1 | 14 | 57  | 121 | -64  |
| 10  | Zagłębie Sosnowiec  | 18 | 0   | 0  | 0 | 18 | 27  | 157 | -130 |

## Grupa "Silniejsza"

### Tabela
| Lp. | Zespół            | M  | Pkt | W  | R | P  | G+  | G−   | +/−  |
| --- | ----------------- | -- | --- | -- | - | -- | --- | ---- | ---- |
| 1   | Podhale Nowy Targ | 28 | 46  | 23 | 0 | 5  | 156 | 52   | +104 |
| 2   | Polonia Bytom     | 28 | 43  | 21 | 1 | 6  | 127 | 62   | +65  |
| 3   | Unia Oświęcim     | 28 | 40  | 19 | 2 | 7  | 153 | 87   | +66  |
| 4   | Naprzód Janów     | 28 | 30  | 15 | 0 | 13 | 116 | 105  | +11  |
| 5   | GKS Tychy         | 28 | 26  | 12 | 2 | 11 | 116 | 117  | -1   |
| 6   | Towimor Toruń     | 28 | 22  | 10 | 2 | 16 | 103 | 1114 | -11  |

- = awans do ćwierćfinału

## Grupa "Słabsza"

### Tabela
| Lp. | Zespół              | M  | Pkt | W  | R | P  | G+  | G−  | +/− |
| --- | ------------------- | -- | --- | -- | - | -- | --- | --- | --- |
| 7   | GKS Katowice        | 22 | 22  | 10 | 2 | 10 | 132 | 109 | +23 |
| 8   | Cracovia            | 22 | 16  | 7  | 2 | 13 | 71  | 108 | -37 |
| 9   | Zofiówka Jastrzębie | 22 | 7   | 3  | 1 | 18 | 65  | 155 | -90 |
| 10  | Zagłębie Sosnowiec  |    |     |    |   |    |     |     |     |

- = awans do ćwierćfinału
- = wycofanie z rozgrywek

## Play-off

### Ćwierćfinały
| Podhale Nowy Targ | - | Cracovia      | 2-0 | 3:2, 3:1      |
| Polonia Bytom     | - | GKS Katowice  | 2-1 | 2:0, 1:6, 5:1 |
| Unia Oświęcim     | - | Towimor Toruń | 2-1 | 8:1, 3:4, 3:0 |
| Naprzód Janów     | - | GKS Tychy     | 2-0 | 3:2, 5:3      |

## Półfinały
| Podhale Nowy Targ | - | Naprzód Janów | 1-3 | 3:2, 1:2, 2:2 (k. 3:4), 2:4 |
| Polonia Bytom     | - | Unia Oświęcim | 2-3 | 5:0, 1:5, 5:2, 2:3, 2:3     |

## Mecze o miejsca 5-8
| GKS Tychy     | - | Cracovia     | 2:5, 1:3 |
| Towimor Toruń | - | GKS Katowice | 4:6, 5:6 |

### Mecz o 7. miejsce
| GKS Tychy | - | Towimor Toruń | 3:5, 4:4 |

### Mecz o 5. miejsce
| GKS Katowice | - | Cracovia | 0-2 | 5:6, 2:5 |

## Mecz o 3. miejsce
| Podhale Nowy Targ | - | Polonia Bytom | 3-0 | 7:2, 4:2, 3:2 |

## Finał
| Unia Oświęcim | - | Naprzód Janów | 3-2 | 6:4, 4:7, 4:3, 2:3, 7:1 (0:1, 3:1, 4:0) |

## Klasyfikacja indywidualna
| Lp. | Zawodnik            | Klub              | B  | A  | Pkt |
| --- | ------------------- | ----------------- | -- | -- | --- |
| 1   | Jevgeņijs Semerjaks | Podhale Nowy Targ | 23 | 29 | 52  |
| 2   | Janusz Hajnos       | Podhale Nowy Targ | 28 | 15 | 43  |
| 3   | Waldemar Klisiak    | Unia Oświęcim     | 24 | 17 | 41  |
| 4   | Siergiej Agiejkin   | Podhale Nowy Targ | 22 | 18 | 40  |
| 5   | Mariusz Puzio       | Podhale Nowy Targ | 27 | 12 | 39  |
| 6   | Dariusz Płatek      | Unia Oświęcim     | 24 | 14 | 38  |
| 7   | Mirosław Tomasik    | Podhale Nowy Targ | 23 | 15 | 38  |
| 8   | Piotr Zdunek        | Naprzód Janów     | 23 | 14 | 37  |
| 9   | Wojciech Olszewski  | GKS Katowice      | 23 | 13 | 36  |
| 10  | Sławomir Wieloch    | Unia Oświęcim     | 23 | 12 | 35  |

## Skład Mistrza Polski
Unia Oświęcim: 
| Bramkarze: Wojciech Baca, Paweł Kuszaj, Wiesław Kozik. |
| Obrońcy: Jacek Kuberski, Marek Cholewa, Jakub Batkiewicz, Siergiej Aleksiejew, Sławomir Czerwik, Tomasz Zajączkowski, Zygmunt Osoba (kapitan). |
| Napastnicy: Michał Szostak, Andrzej Kotoński, Jerzy Kotyla, Piotr Sadłocha, Waldemar Klisiak, Sławomir Wieloch, Dariusz Płatek, Grzegorz Porzycki, Robert Żymankowski, Artur Malicki, Mariusz Przewoźny, Mariusz Pilarski, Sławomir Zeman, Tomasz Gryzowski. |
| Trener: Stanisław Małkow. |

## Nagrody
| Nagroda   | Zawodnik      | Klub              |
| --------- | ------------- | ----------------- |
| Złoty Kij | Mariusz Puzio | Podhale Nowy Targ |